# لوبومير جينتشيف
لوبومير جينتشيف هو لاعب كرة قدم بلغاري في مركز نصف الجناح، ولد في 13 أبريل 1986 في فيليكو ترنوفو في بلغاريا. لعب مع يونيون برلين.

## وصلات خارجية
- لوبومير جينتشيف على موقع قاعدة بيانات كرة القدم.إي يو (الإنجليزية)
- لوبومير جينتشيف على موقع Soccerway.com (الإنجليزية)